# Depot von Bernburg/Köthen
Das Depot von Bernburg/Köthen (auch Hortfund von Bernburg/Köthen) ist ein Depotfund der frühbronzezeitlichen Aunjetitzer Kultur (2300–1550 v. Chr.) aus der Gegend zwischen den Städten Bernburg (Saale) (Salzlandkreis) und Köthen (Landkreis Anhalt-Bitterfeld) in Sachsen-Anhalt. Das Depot befindet sich heute im Stadtmuseum in Zerbst/Anhalt. 

## Fundgeschichte
Das Depot wurde 1846 beim Bau der Bahnstrecke zwischen Bernburg und Köthen entdeckt. Der genaue Fundort ist unbekannt.

## Zusammensetzung
Das Depot besteht aus vier schweren ovalen geschlossenen Bronzeringen. Die Ringe haben gerippte Schauseiten.